# مبدأ أقل جهد
إن مبدأ أقل جهد هو نظرية واسعة تغطي مجالات مختلفة من علم الأحياء التطوري إلى تصميم صفحات الويب. ومن المسلمات أن الحيوانات والناس وحتى الآلات المصممة بشكل جيد ستختار بطبيعة الحال المسار الأقل مقاومة أو «جهدًا». ويرتبط هذا المبدأ ارتباطًا وثيقًا بالعديد من المبادئ الأخرى المماثلة: انظر مبدأ أقل عمل أو المقالات الأخرى المذكورة أدناه. وربما يُعرف هذا المبدأ أو على الأقل يكون موثقًا بين الباحثين في مجال علم المكتبات والمعلومات. وينص مبدؤهم على أن العميل الباحث عن المعلومات سيميل إلى استخدام أسلوب البحث الأكثر ملاءمة، بالوضع المتاح الأقل تطلبًا. ويتوقف سلوك البحث عن المعلومات بمجرد أن يتم العثور على أدنى نتائج مقبولة. وتنطبق هذه النظرية بغض النظر عن كفاءة المستخدم كباحث أو مستوى خبرتهم في هذا الشأن. كما تأخذ هذه النظرية بعين الاعتبار الخبرة السابقة للمستخدم في البحث عن المعومات. وسيستخدم المستخدم الأدوات الأكثر شهرة وسهولة في الاستخدام لإيجاد النتائج. ويعرف مبدأ أقل جهد بأنه «وصف حتمي للسلوك البشري». ولا ينطبق مبدأ أقل جهد في سياق المكتبات فقط ولكن أيضًا على أي نشاط للبحث عن المعلومات. على سبيل المثال، يمكن للمرء استشارة عامل مشترك غير متخصص أسفل القاعة بدلاً من متخصص في مبنى آخر، لذلك طالما كان يتم قبول إجابات العامل غير المتخصص.
مبدأ أقل جهد مماثل للمسار الأقل مقاومة.

## معلومات تاريخية
درس هذا المبدأ العالم اللغوي جورج كينغسلي زيبف الذي ألف كتاب سلوك الإنسان ومبدأ أقل جهد: مقدمة لعلم البيئة البشرية، الذي نُشر لأول مرة عام 1949، وقال إن توزيع استخدام الكلمة كان من المقرر أن يميل إلى التواصل بكفاءة مع أقل جهد وتُعرف هذه النظرية باسم قانون زيبف.
وفي سياق البحث عن المعلومات، درس هربرت بول مبدأ أقل جهد كما كتب نظريات المدى المتوسط عام 1985. كما سرد أمين المكتبة توماس مان مبدأ أقل جهد باعتباره واحدًا من العديد من المبادئ التوجيهية التي تقود سلوك البحث عن المعلومات في كتابه عام 1987، دليل لمناهج البحث المكتبي.
وبالمثل، يتبع إحصائيات التداول المكتبي، الذي يعد واحدًا من أكثر القياسات شيوعًا لسلوك البحث عن المعلومات، قاعدة 20-80. وهذا يشير إلى أن سلوك البحث عن المعلومات هو تعبير ليس من منحنى التوزيع الاحتمالي الطبيعي ولكن منحنى قانون القوة.

## التطبيقات
إن مبدأ أقل جهد مهم بشكل استثنائي عند الوضع في الاعتبار التصميم للمكتبات والبحث في سياق المكتبة الحديثة. ويجب أن تأخذ المكتبات بعين الاعتبار رغبة المستخدم في العثور على المعلومات بسرعة وسهولة. ونتيجة لذلك، يجب النظر في المبدأ لتصميم كتالوجات الدخول العام على الإنترنت (OPACs) وكذلك أدوات المكتبة الأخرى.
ويعد المبدأ هو القوة الدافعة للدفع لتوفير الوصول إلى الإعلام الإلكتروني في المكتبات. وقد تم بحث مبدأ أقل جهد بشكل أكبر في دراسة للسلوك المكتبي لطلاب الدراسات العليا بواسطة زايو ليو وتشنغ يي (Lan) لانج ونُشرت عام 2004. وقد أخذت الدراسة عينات من طلاب الدراسات العليا بالتعلم عن بُعد بجامعة تكساس إيه آند إن لاختبار الموارد المكتبية التي استخدموها ولماذا استخدموا تلك الموارد بالتحديد. في هذه الدراسة، تم استخدام شبكة الإنترنت أكثر من غيرها، بينما أتت المكتبات في المرتبة الثانية للموارد الأكثر استخدامًا لإجراء بحث دراسي. ووجدت الدراسة أن معظم الطلاب استخدموا هذه الموارد نظرًا لسرعتها والقدرة على الوصول إليها من المنزل. ووجدت الدراسة أن مبدأ أقل جهد كان النموذج السلوكي الأساسي لمعظم طلاب التعلم عن بعد. وهذا يعني أن المكتبات الحديثة، وخاصة المكتبات الأكاديمية تحتاج إلى تحليل قواعد بياناتها الإلكترونية من أجل تلبية احتياجات الواقع المتغير لعلم المعلومات بنجاح.
كما يوظف الكتاب المحترفون مبدأ أقل جهد خلال تحليل الجمهور. ويحلل الكاتب بيئة القارئ والمعرفة السابقة والمعلومات الأخرى المماثلة التي قد يعرفها القارئ بالفعل. وفي الكتابة الفنية، يساعد التنظيم التكراري، الذي تتشابه به الأجزاء مع المنظمة بأكملها، القراء على العثور على ما يريدون. ويعد اتساق المزايا الملاحية اهتمامًا مشتركًا في مجال تصميم البرمجيات.